# Robert Howard (1626-1698)

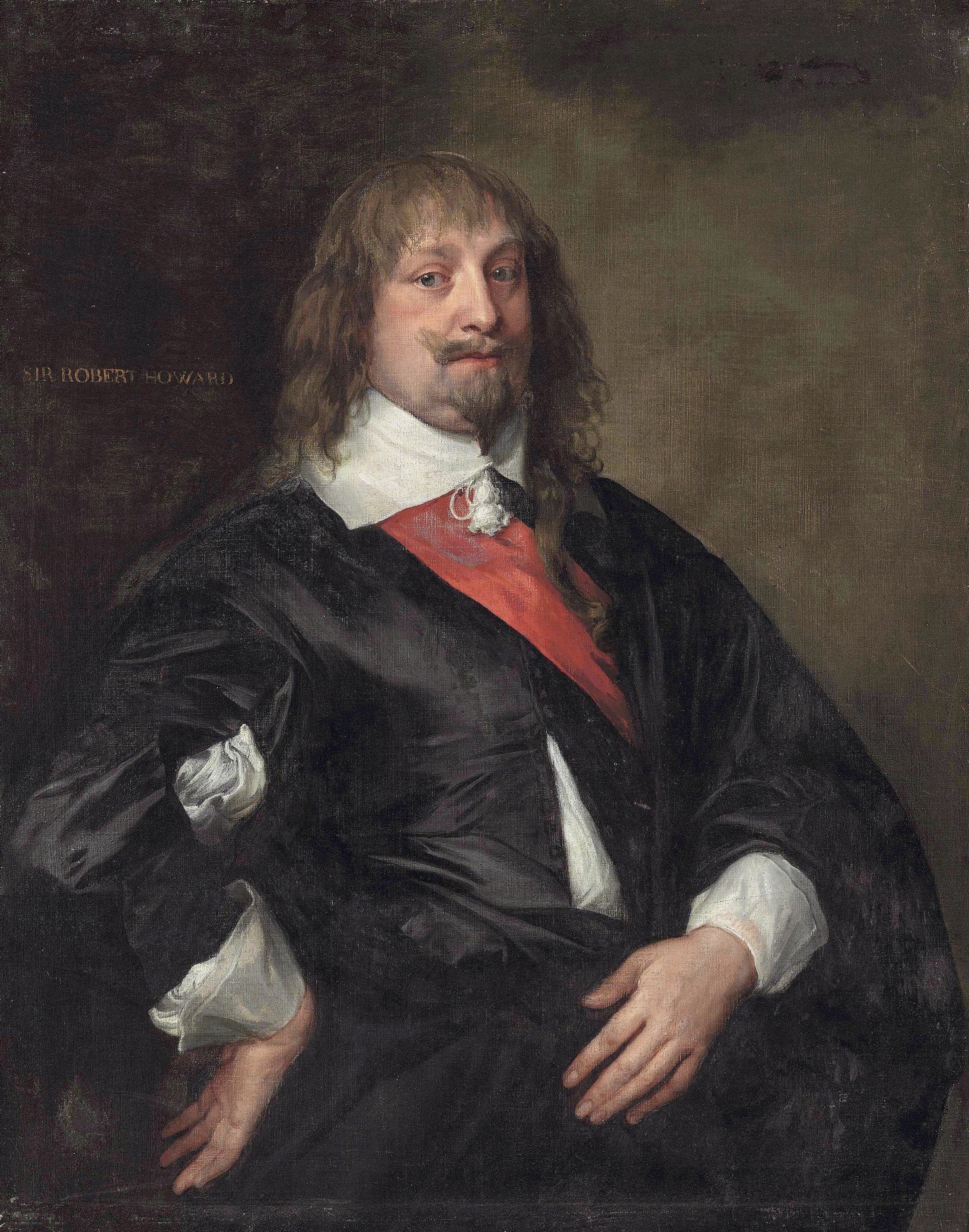
Ritratto di Robert Howard eseguito da Anthony van Dyck

Robert Howard (gennaio 1626 – 3 settembre 1698) è stato un nobile, politico e autore teatrale inglese.

## Biografia

### Vita
Era figlio di Thomas Howard, I conte di Berkshire e di Lady Elizabeth Cecil (?-1672), figlia di William Cecil, II conte di Exeter.
A 18 anni combatté nella battaglia di Cropredy Bridge e venne fatto cavaliere per il coraggio dimostrato. Negli anni seguenti alla guerra civile inglese, le sue simpatie verso la casa reale causarono il suo imprigionamento nel castello di Windsor nel 1658.
Dopo la restaurazione, riuscì a crearsi guadagni economici e influenza politica. Fu membro del parlamento per il Stockbridge e credette nell'equilibrio tra parlamento e monarchia. Nel 1671 divenne secretary to the Treasury, nel 1673 auditor of the Exchequer. Aiutò a portare Guglielmo d'Orange sul trono e fu fatto consigliere privato del re nel 1689.
Il suo interesse in materia finanziaria continuò e riuscì a fondare la Banca d'Inghilterra senza smettere comunque il suo lavoro di attuare riforme in Parlamento.
Morì il 3 settembre 1698 ed ebbe l'onore di essere sepolto nell'abbazia di Westminster.

### Opere

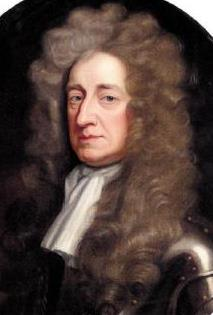
Altro ritratto di Howard

La maggior parte del suo lavoro fu per il teatro sebbene avesse scritto anche poesie e due libri inerenti alla politica.
Howard fu attivo nel mondo teatrale londinese dopo la restaurazione e fu sia scenografo che azionista nel Theatre Royal, insieme a Thomas Killigrew e ad altri otto attori.
le sue opere ebbero un tale successo che continuarono ad essere proposte nel corso del XVIII secolo, anche se incontrarono qualche critica soprattutto da parte di Walter Scott; The Committee; Or, The Faithful Irishman (1665), una commedia politica, fu la più popolare e consisteva nella ricaricatura del galateo durante il Commonwealth.
The Great Favourite, or The Duke of Lerma fu l'opera preferita da alcuni autori tra cui Adolphus William Ward.
Howard e suo cognato il poeta John Dryden scrissero The Indian Queen, con musiche di Henry Purcell. Howard, che fungeva da mecenate di Dryden, continuò ad avere una pubblica disputa con lui a causa dell'uso della rima in un dramma ma si riconciliarono prima della morte di Howard.
Il lavoro di altri poeti rese omaggio a Howard. John Dryden scrisse il poema intitolato "All'amico Sir My Honored, Sir Robert Howard," in cui Dryden elogiò Howard per la sua abilità poetica.

### Famiglia
Howard si sposò quattro volte.
Dalla prima moglie Anne Kingsmill, a lui premorta, ebbe sei figli di cui solo due sopravvissero al padre:
- Thomas Howard (1651–1701);
- Mary Howard (1653-1735), suora nel convento di Rouen.

Si risposò con una vedova Lady Honoria O'Brien, a cui il precedente marito Sir Francis Englefield aveva lasciato il maniero di Wootton Bassett. Lady Honoria ebbe modo di lamentarsi con il re e con la camera dei comuni in quanto il marito non le permetteva di spendere il denaro ricevuto in eredità dal primo marito.
La terza moglie di Howard fu Mary Uphill, che soggiornò spesso nel maniero di Howard ad Ashtead acquistato nel 1680.
Nel 1693 egli sposò la diciottenne dama d'onore Anabella Dives.

## Ascendenza
|                                     |                                 |                                  | Genitori                                 |  |  | Nonni |  |  | Bisnonni                          |  |  | Trisnonni                         |  |
|                                     |                                 |                                  |                                          |  |  |       |  |  | Thomas Howard, IV duca di Norfolk |  |  | Henry Howard, III conte di Surrey |  |
|                                     |                                 |                                  |                                          |  |  |       |  |  | Thomas Howard, IV duca di Norfolk |  |  | Henry Howard, III conte di Surrey |  |
|                                     |                                 | Frances de Vere                  |                                          |  |  |       |  |  | Thomas Howard, IV duca di Norfolk |  |  |                                   |  |
| Thomas Howard, I conte di Suffolk   |                                 |                                  |                                          |  |  |       |  |  | Thomas Howard, IV duca di Norfolk |  |  |                                   |  |
|                                     |                                 | Margaret Audley                  | Thomas Audley, I barone Audley di Walden |  |  |       |  |  |                                   |  |  |                                   |  |
|                                     |                                 | Margaret Audley                  | Thomas Audley, I barone Audley di Walden |  |  |       |  |  |                                   |  |  |                                   |  |
|                                     |                                 | Margaret Audley                  | Elizabeth Grey                           |  |  |       |  |  |                                   |  |  |                                   |  |
| Thomas Howard, I conte di Berkshire |                                 | Margaret Audley                  |                                          |  |  |       |  |  |                                   |  |  |                                   |  |
|                                     |                                 | Henry Knyvett                    | Henry Knyvett                            |  |  |       |  |  |                                   |  |  |                                   |  |
|                                     |                                 | Henry Knyvett                    | Henry Knyvett                            |  |  |       |  |  |                                   |  |  |                                   |  |
|                                     |                                 | Henry Knyvett                    | Anne Pickering                           |  |  |       |  |  |                                   |  |  |                                   |  |
| Katherine Knyvett                   |                                 | Henry Knyvett                    |                                          |  |  |       |  |  |                                   |  |  |                                   |  |
|                                     |                                 | Elizabeth Stumpe                 | James Stumpe                             |  |  |       |  |  |                                   |  |  |                                   |  |
|                                     |                                 | Elizabeth Stumpe                 | James Stumpe                             |  |  |       |  |  |                                   |  |  |                                   |  |
|                                     |                                 | Elizabeth Stumpe                 | Bridget Bayntun                          |  |  |       |  |  |                                   |  |  |                                   |  |
| Robert Howard                       |                                 | Elizabeth Stumpe                 |                                          |  |  |       |  |  |                                   |  |  |                                   |  |
|                                     | Thomas Cecil, I conte di Exeter | William Cecil, I barone Burghley |                                          |  |  |       |  |  |                                   |  |  |                                   |  |
|                                     | Thomas Cecil, I conte di Exeter | William Cecil, I barone Burghley |                                          |  |  |       |  |  |                                   |  |  |                                   |  |
|                                     | Thomas Cecil, I conte di Exeter | Mary Cheke                       |                                          |  |  |       |  |  |                                   |  |  |                                   |  |
| William Cecil, II conte di Exeter   | Thomas Cecil, I conte di Exeter |                                  |                                          |  |  |       |  |  |                                   |  |  |                                   |  |
|                                     |                                 | Dorothy Neville                  | John Neville, IV barone Latimer          |  |  |       |  |  |                                   |  |  |                                   |  |
|                                     |                                 | Dorothy Neville                  | John Neville, IV barone Latimer          |  |  |       |  |  |                                   |  |  |                                   |  |
|                                     |                                 | Dorothy Neville                  | Lucy Somerset                            |  |  |       |  |  |                                   |  |  |                                   |  |
| Elizabeth Cecil                     |                                 | Dorothy Neville                  |                                          |  |  |       |  |  |                                   |  |  |                                   |  |
|                                     |                                 | William Drury                    | Robert Drury                             |  |  |       |  |  |                                   |  |  |                                   |  |
|                                     |                                 | William Drury                    | Robert Drury                             |  |  |       |  |  |                                   |  |  |                                   |  |
|                                     |                                 | William Drury                    | Ethelreda Rich                           |  |  |       |  |  |                                   |  |  |                                   |  |
| Elizabeth Drury                     |                                 | William Drury                    |                                          |  |  |       |  |  |                                   |  |  |                                   |  |
|                                     |                                 | Elizabeth Stafford               | William Stafford                         |  |  |       |  |  |                                   |  |  |                                   |  |
|                                     |                                 | Elizabeth Stafford               | William Stafford                         |  |  |       |  |  |                                   |  |  |                                   |  |
|                                     |                                 | Elizabeth Stafford               | Dorothy Stafford                         |  |  |       |  |  |                                   |  |  |                                   |  |
|                                     |                                 | Elizabeth Stafford               |                                          |  |  |       |  |  |                                   |  |  |                                   |  |